# Elsa Larcén
Elsa Maria Larcén, född 8 november 1902 i Malmö, död 28 juni 1985 i Helsingfors, var en svensk operasångare (alt, sedermera dramatisk sopran).
Larcén engagerades tidigt vid Kungliga Teatern i Stockholm där hon klassificerades som äkta alt och fick i huvudsak mindre roller i detta fack. Efter några år utan större framgångar ansågs hon av operaledningen överflödig och avskedades 1933. Hon flyttade till Tyskland och fick omedelbart anställning vid Deutsches Opernhaus. Här bedömdes hon annorlunda och hon blev dramatisk sopran med roller som Wagners Isolde, Kundry i Parsifal, Brünnhilde i hela Nibelungens ring, men även fältmarskalkinnan i Rosenkavaljeren av Richard Strauss, Leonore i Beethovens Fidelio och Donna Anna i Mozarts Don Giovanni. Hennes röst beskrevs som ”överväldigande”, med en volym som inte visste några gränser. Hon ansågs snart som den främsta högdramatiska sopranen i Tyskland under krigsåren. Larcén utnämndes till tysk kammarsångerska 1937.
Då alla tyska scener stängts 1944 återvände Larcén till Sverige, där hon främst ägnade sig åt konsertverksamhet. Kritiska röster om att ha sjungit i Nazityskland under hela kriget fick henne att flytta till Helsingfors, där hon fick en fristad och verkade livet ut som framgångsrik sångpedagog.
Elsa Larcén är gravsatt vid Helsingborgs krematorium.

## Roller i Stockholm (urval)
- Första Nornan i Richard Wagners Ragnarök.
- Azucena i Verdis Trubaduren.
- Unn i Wilhelm Peterson-Bergers Arnljot.
- Brita i Ture Rangströms Kronbruden.
- Schwertleite i Wagners Valkyrian.
- Erda i Wagners Siegfried.
- Ulrika i Verdis Maskeradbalen.
- Maritta i Charles Gounods Faust.
- Lisa i Fredrik August Dahlgrens Värmlänningarna.
- Giovanna i Verdis Rigoletto.
- Mary i Wagners Den flygande holländaren.
- Amman i Modest Mussorgskijs Boris Godunov.
- Magdalene i Wagners Mästersångarna i Nürnberg.
- Juno i Jacques Offenbachs Orfeus i underjorden.
- Guvernanten i Pjotr Tjajkovskijs Spader Dam.
- Annina i Richard Strauss Rosenkavaljeren.
- Palmatica i Carl Millöckers Tiggarstudenten.
- Gumman i Riccardo Zandonais Kavaljererna på Ekeby.

## Roller i Berlin
- Brünnhilde i Wagners Nibelungens ring.
- Isolde i Wagners Tristan och Isolde.
- Ortrud i Wagners Lohengrin.
- Venus i Wagners Tannhäuser.
- Kundry i Wagners Parsifal.
- Eglantine i Carl Maria von Webers Euryanthe.
- Leonore i Beethovens Fidelio.
- Die Fürstin von Bouillon i Francesco Cileas Adriana Lecouvreur.
- Taumännchen i Engelbert Humperdincks Hänsel und Gretel.
- Titelrollen i Hans Eberts Hille Bobbe.
- Fürstin Sophie i Arthur Kusterers Katarina, (uruppförande).
- Donna Anna i Wolfgang Amadeus Mozarts Don Giovanni.
- Elettra i Mozarts Idomeneo.
- Mutter Ulrike i Josef Reiters Der Bundschuh.
- Marschallin i Richard Strauss Rosenkavaljeren.

## Diskografi
- Kundry i Wagners Parsifal, akt 3. Acanta DE 23036. Även CD: Music & Arts 2001. (Det måste påpekas att Kundrys insats i akt 3 endast utgörs av några verop).
- Konsert (julbön) vid Bergalids mentalsjukhem, Helsingborg, 1968. Sångerskan sjunger O, helga natt. Bandinspelningen är det enda bevarade exemplet på Elsa Larcéns sångkonst, och finns i privat ägo samt hos Avdelningen för audiovisuella medier vid Kungliga biblioteket.